# Paolo Nespoli
Paolo Angelo Nespoli (ur. 6 kwietnia 1957 w Mediolanie) – włoski inżynier, astronauta.

## Wykształcenie, służba wojskowa oraz praca zawodowa
- 1977 – został absolwentem liceum naukowego „Paolo Frisi” w Mediolanie, a następnie wstąpił do włoskiej armii. Był instruktorem spadochronowym w wojskowej szkole spadochronowej (Scuola Militare di Paracadutismo) w Pizie.
- 1980 – rozpoczął służbę w 9 batalionie szturmowym "Col Moschin" z Livorno. Przeszedł pełne przeszkolenie dla żołnierzy wojsk desantowych.
- 1982-1987 – pełnił służbę w międzynarodowych siłach pokojowych w Bejrucie (Liban). W 1984 powrócił do Włoch, gdzie kontynuował służbę wojskową. Opuścił armię w 1987.
- 1985 – został studentem Polytechnic University of New York, gdzie w 1988 uzyskał licencjat, a w 1989 stopień magistra w dziedzinie lotnictwa i astronautyki.
- 1989 – po powrocie do Włoch został zatrudniony w firmie Proel Tecnologie we Florencji. Przedsiębiorstwo to wykonywało zadania na rzecz włoskiego programu kosmicznego.
- 1990 – na Uniwersytecie Florenckim (Università degli Studi di Firenze) otrzymał dyplom inżyniera mechanika.

## Kariera astronauty

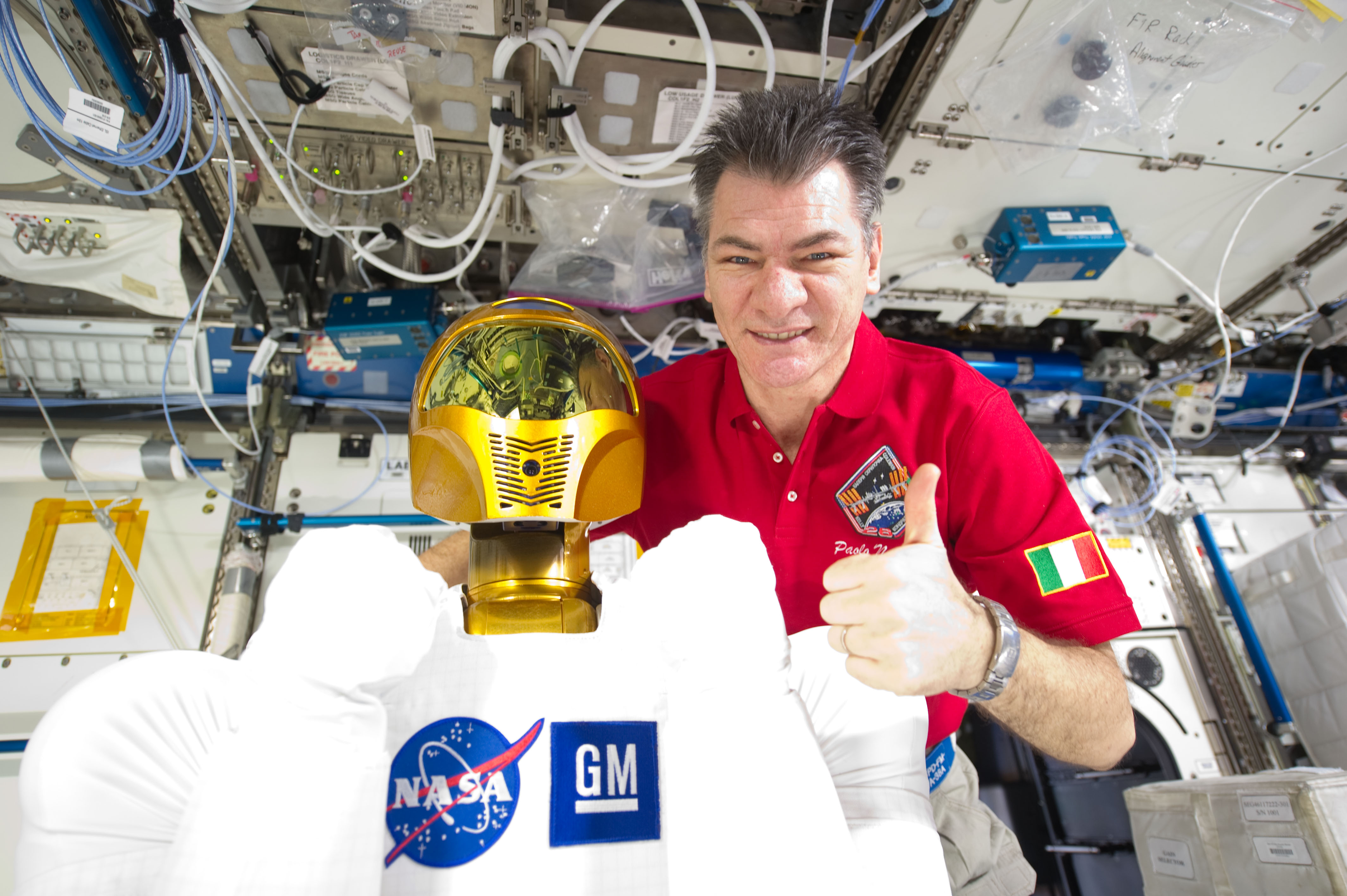
Paolo Nespoli na pokładzie ISS, obok robota R2 (zdj. z roku 2011).

- 1989 – podczas naboru do drugiej grupy astronautów Włoskiej Agencji Kosmicznej (ASI - Agenzia Spaziale Italiana) został jednym z 10 finalistów, ale ostatecznie nie znalazł się wśród 4 kandydatów wybranych przez amerykańskich specjalistów.
- 1990 – wziął udział w 28-dniowym eksperymencie ESA, podczas którego badano m.in. wpływ zamkniętego pomieszczenia na psychikę człowieka (ISEMSI-1990 – Isolation Study for EMSI). Nespoli był dowódcą 8-osobowego zespołu ochotników.
- 1991 – rozpoczął pracę w Europejskim Centrum Astronautów ESA (ESA’s European Astronaut Center) w Kolonii (Niemcy). Był inżynierem zajmującym się przygotowaniem astronautów.
- 1995 – został włączony do prac nad programem EUROMIR prowadzonych w Europejskim Centrum Technologii Kosmicznych (ESTEC - European Space Technology Centre) w Noordwijk w Holandii. Kierował zespołem zajmującym się integracją ładunku użytecznego oraz komputerów wykorzystywanych w eksperymentach przygotowanych przez ESA z wyposażeniem rosyjskiej stacji kosmicznej Mir.
- 1996 – został oddelegowany do ośrodka NASA w Houston (JSC). Pracował w wydziale przygotowań astronautów (Spaceflight Training Division). Zajmował się przygotowaniem naziemnych treningów dla załóg przewidzianych do misji na ISS.
- 1998 – w lipcu został członkiem trzeciej grupy włoskich astronautów i jednocześnie włączono go do korpusu astronautów Europejskiej Agencji Kosmicznej (ESA) mającego swoją siedzibę w Kolonii (Niemcy). W sierpniu rozpoczął przeszkolenie w Centrum Lotów Kosmicznych imienia Lyndona B. Johnsona w Houston w stanie Teksas razem z astronautami NASA z 17 naboru.
- 2000 – zakończył dwuletni kurs podstawowy i zdobył niezbędne kwalifikacje aby zostać przydzielonym do załogi wahadłowca i pracować na pokładzie Międzynarodowej Stacji Kosmicznej.
- 2001 – w lipcu zakończył kurs dla operatorów ramienia-robota Canadarm zainstalowanego na pokładach wahadłowców.
- 2003 – we wrześniu pomyślnie zakończył szkolenie w zakresie prowadzenia prac w otwartym kosmosie.
- 2004 – w sierpniu został skierowany do Centrum Wyszkolenia Kosmonautów im. J. Gagarina w Zwiozdnym gorodoku pod Moskwą, gdzie przeszedł podstawowe przeszkolenie w zakresie statku kosmicznego Sojuz. Później powrócił do Biura Astronautów NASA i w dalszym ciągu podnosił swoje kwalifikacje zawodowe. Ponadto wykonywał liczne zadania dla NASA, ESA i ASI.
- 2006 – 19 czerwca został przydzielony jako specjalista misji (MS-3) do załogi STS-120. Lot wahadłowca rozpoczął się 23 października 2007. Jednym z głównych zadań tej wyprawy było przyłączenie do ISS modułu Node 2 zbudowanego przez włoskich specjalistów.
- 2010 – 15 grudnia wystartował z kosmodromu Bajkonur na pokładzie Sojuza TMA-20 w kierunku Międzynarodowej Stacji Kosmicznej jako członek 26 i 27 stałej załogi. Pełnił funkcję inżyniera pokładowego. Lądowanie nastąpiło 24 maja 2011 roku w Kazachstanie.
- 2015 – w lipcu został przydzielony do 52 i 53 stałej załogi na ISS.
- 2017 – 28 lipca poleciał na ISS statkiem Sojuz MS-05.

## Nagrody i odznaczenia
- nagrody zespołowe przyznane za misje kosmiczne: „Mir 97” (Niemiecka Agencja Kosmiczna), „Euromir 95” (ESA), NASA-Mir (NASA), „Euromir 94” (ESA)
- Universal Astronaut Insignia za lot orbitalny (nr 464) – Stowarzyszenie Uczestników Lotów Kosmicznych (Association of Space Explorers(inne języki))[1]

## Wykaz lotów
| Loty kosmiczne, w których uczestniczył Paolo A. Nespoli                           | Loty kosmiczne, w których uczestniczył Paolo A. Nespoli | Loty kosmiczne, w których uczestniczył Paolo A. Nespoli | Loty kosmiczne, w których uczestniczył Paolo A. Nespoli | Loty kosmiczne, w których uczestniczył Paolo A. Nespoli | Loty kosmiczne, w których uczestniczył Paolo A. Nespoli | Loty kosmiczne, w których uczestniczył Paolo A. Nespoli |
| №                                                                                 | Data startu                                             | Statek kosmiczny                                        | Data lądowania                                          | Statek kosmiczny                                        | Funkcja                                                 | Czas trwania                                            |
| --------------------------------------------------------------------------------- | ------------------------------------------------------- | ------------------------------------------------------- | ------------------------------------------------------- | ------------------------------------------------------- | ------------------------------------------------------- | ------------------------------------------------------- |
| 1                                                                                 | 23 października 2007                                    | STS-120 Discovery F-34                                  | 7 listopada 2007                                        | STS-120 Discovery F-34                                  | Specjalista misji (MS-4)                                | 15 dni 2 godziny 22 minuty i 59 sekund                  |
| 2                                                                                 | 15 grudnia 2010                                         | Sojuz TMA-20                                            | 24 maja 2011                                            | Sojuz TMA-20                                            | Inżynier pokładowy (26 i 27 stała załoga ISS)           | 159 dni 7 godzin 17 minut i 15 sekund                   |
| 3                                                                                 | 28 lipca 2017                                           | Sojuz MS-05                                             | 14 grudnia                                              | Sojuz MS-05                                             | Inżynier pokładowy (52 i 53 stała załoga ISS)           | 138 dni 7 godzin 20 minut                               |
| Łączny czas spędzony w kosmosie — 174 dni 9 godzin 40 minut i 14 sekund (2 misje) |                                                         |                                                         |                                                         |                                                         |                                                         |                                                         |